# Richard O’Kane
Richard Hetherington „Dick” O’Kane (ur. 2 lutego 1911 w Dover w stanie New Hampshire,  zm. 16 lutego 1994 w Petalumie) – amerykański kontradmirał (Rear Admiral), podczas II wojny światowej najskuteczniejszy amerykański dowódca okrętu podwodnego, który w okresie dowodzenia USS „Tang” (15 października 1943 – 24 października 1944) w stopniu komandora – podczas pięciu patroli bojowych zatopił 24 statki japońskie o łącznym tonażu 93.824 BRT. Podczas piątego patrolu bojowego został zatopiony przez własną wadliwą torpedę. Z załogi uratowało się dziewięciu członków, w tym O'Kane, którzy zostali pojmani przez Japończyków i resztę wojny spędzili w więzieniach oraz obozach jenieckich. Przed objęciem dowództwa USS „Tang”, służył pod komendą Dudleya „Musha” Mortona, jako pierwszy oficer na najsłynniejszym amerykańskim okręcie podwodnym II wojny światowej – USS „Wahoo”, w rejsach które przyniosły „Wahoo” miano „One-Sub Wolf Pack” („jednookrętowe wilcze stado”). Odznaczony m.in. Medalem Honoru – najwyższym amerykańskim odznaczeniem wojennym. Absolwent United States Naval Academy.
Po wojnie O'Kane kontynuował służbę w marynarce wojennej. Na początku lat 50. został komendantem szkoły okrętów podwodnych w New London w stanie Connecticut. W 1957 przeszedł na emeryturę w stopniu kontradmirała. 
Zmarł 16 lutego 1994, został pochowany na Cmentarzu Narodowym Arlington. Jego imię nosi niszczyciel USS „O’Kane” (DDG-77).

## Odznaczenia i wyróżnienia
- Medal Honoru
- Krzyż Marynarki Wojennej – dwukrotnie
- Srebrna Gwiazda – trzykrotnie
- Legia Zasługi z odznaką waleczności
- Purpurowe Serce
- Medal Pochwalny Marynarki Wojennej z odznaką waleczności
- Combat Action Ribbon
- Prisoner of War Medal
- Presidential Unit Citation – trzykrotnie
- American Defense Service Medal – dwukrotnie
- American Campaign Medal
- Asiatic-Pacific Campaign Medal
- Medal Zwycięstwa w II Wojnie Światowej
- National Defense Service Medal